# یوبست هیرشت
یوبست هیرشت (آلمانی: Jobst Hirscht؛ زادهٔ ۱۹ ژوئیهٔ ۱۹۴۸) دونده سرعت اهل آلمان بود.